# Torino Challenger 1992
Il Torino Challenger 1992 è stato un torneo di tennis facente parte della categoria ATP Challenger Series nell'ambito dell'ATP Challenger Series 1992. Il torneo si è giocato a Torino in Italia dal 1 al 7 giugno 1992 su campi in terra rossa.

## Vincitori

### Singolare
Franco Davín ha battuto in finale  Renzo Furlan con il punteggio di 7–6, 3–6, 6–1

### Doppio
Byron Black /  John-Laffnie de Jager hanno battuto in finale  T. J. Middleton /  Ted Scherman con il punteggio di 6–4, 6–2